# جنی وکسل
جنی وکسل (انگلیسی: Jennie Wecksell؛ زادهٔ ۷ ژوئیهٔ ۱۹۹۱) بازیکن فوتبال اهل سوئد است.
از باشگاه‌هایی که در آن بازی کرده‌است می‌توان به باشگاه فوتبال کیف اوربرو دی‌اف‌اف اشاره کرد.